# Slina
Slina (saliva) je kapalný výměšek slinných žláz člověka a mnoha jiných živočichů. U člověka je tvořena párovými velkými slinnými žlázami (příušní, podčelistní, podjazyková), v celkovém množství 30–70 %. Zbytek produkují neustále v malých množstvích malé žlázky roztroušené po celé dutině ústní. Poprvé byly slinné žlázy popsány Galénem už ve 2. století, avšak produkce slin jim byla připsána až ve století 17.

## Složení slin
Sliny jsou z 99 % voda, ale obsahují rovněž mnohé důležité sloučeniny, jako jsou elektrolyty, mukus, antiseptické látky a různé enzymy. pH slin je přibližně neutrální (pH = 7–8)
Mimo vody sliny obsahují:
- elektrolyty (sodík, draslík, vápník, chloridové ionty, hořčík, fluór a jód hydrogenuhličitany, fosforečnany)
- mukus (hlen, sliz) – skládá se především z mukopolysacharidů a glykoproteinů
- antiseptické látky (thiokyanát, peroxid vodíku, imunoglobulin A)
- enzymy – především tři hlavní
  - α-amyláza – tráví škrob a tuky
  - lysozymy – ničí bakterie (způsobují jejich lyzi)
  - linguální lipáza – tráví tuky
  - některé další enzymy (fosfatázy, amidázy, laktoperoxidázy)
- buňky – a to asi 8 milionů lidských a 500 milionů bakteriálních buněk na jeden mililitr slin. Přítomnost některých bakteriálních produktů může způsobovat pach v ústech .
- opiorfin – nově objevená bolest tišící látka

## Funkce
Sliny obsahují trávicí enzymy a přítomný enzym amyláza rozkládá škrob na maltózu a dextrin. Rovněž obsahují enzymy, které tráví tuky (což je užitečné pro kojence, mateřské mléko obsahuje mnoho tuků). Sliny mají také roli v ochraně zubů před zubním kazem. Extrémně kyselé zvratky by mohly poškodit zuby, a tak těsně před zvracením dojde ke zvýšené produkci slin, které kyselost sníží.
Je také známo, že sliny mnoha živočichů (včetně člověka) mají i dezinfekční účinky. To je jeden z důvodů, proč si mnoho živočichů líže rány. Druhým důvodem je samozřejmě fakt, že se slinami např. kočka čistí. Někteří ptáci používají sliny ke konstrukcí svých hnízd. V případě některých ptáků rodu salangana (Aerodramus) se hnízda dokonce sestávají pouze ze slin. Tato hnízda se sbírají na výrobu polévky z ptačích hnízd.

## Produkce slin

### podněty
Podněty k produkci slin přicházejí zvenčí a zevnitř. Mezi zevní podněty patří čichové a zrakové vjemy, tak jako abstraktní podněty, např. samotný hovor o jídle. Mezi vnitřní patří mechanické a chemické podněty. Tím se rozumí podráždění tuhým soustem o specifické chuti.

### řízenínervovým systémem
Produkce slin je řízena vegetativním nervovým systémem na základě podmíněných a nepodmíněných reflexů, tj. sympatikem a parasympetikem. Salivační centrum pro řízení tvorby se nachází v prodloužené míše, do něho přicházejí informace především z koncového mozku a hypothalamu. Na všech žlázách jsou receptory, jejichž aktivací se vyvolá změna produkce slin podle charakteru podnětu. Sympatikus dává pokyny k produkci hustších, viskózních slin bohatých na mucin a enzymy, zatímco parasympatikus ovládá produkci slin řidších, vodnatých s nízkým obsahem α-amylázy. Receptory zde tedy musí být pro oba oddíly vegetativního nervového systému – α-adrenergní receptory pro sympatikus a cholinergní receptory muskarinového typu a receptory peptidergní pro parasympatikus. Mediátory, které nesou informace tímto systémem ze salivačního centra prodloužené míchy, jsou u sympatiku noradrenalin a u parasympatiku acetylcholin a substance P.

### produkované množství
Člověk denně vyprodukuje 1,5–2 litry slin v závislosti na druhu přijaté potravy a častosti jedení. Ve spánku produkce slin klesá k nule. Tvorba závisí také na stupni hydratace organismu. Snižuje se při nedostatku tekutin, tím se jednak organismus chrání před dehydratací, ale také to přispívá k pocitu žízně, což mění do jisté míry chování člověka a vede k vyhledání zdroje vody. Sekrece slin v klidu činí asi 0,5 ml/min. Vyvolaná sekrece dosahuje tvorby až 7 ml/min.

### potřeba zvýšení produkce slin
Adekvátní podnět ke zvýšené produkci slin, např. těsně před a při hodování, vede k vysoké produkci slin v množství až 4–7 ml/min. Existují dva mechanismy, které zajistí dostatečnou salivaci:
- sekreční mechanismus: děje se v sekrečních buňkách žláz. Mechanismus je unavitelný a po 20–40 min. trvalé stimulace vede postupně ke snižování množství a ke snižování obsahu bílkovin ve slině, jakož i draselných aj. iontů a fosforu. Nakonec se složení blíží složení krevní plazmy.

Vzhledem k tomu, že slina je z 99 % voda, je potřeba, aby molekuly vody z mezibuněčné hmoty prostoupily skrze sekreční buňky žlázy do jejich lumen, kde se slina hromadí a odchází jednoduchými vývody. Sekreční buňky nemají schopnost si vodu vytvořit. Po cholinergní aktivaci sekrečních buněk se zvyšuje propustnost pro určité ionty, zejména pro draslík na straně přivrácené k mezibuněčné tekutině a chloru na straně přivrácené do lumen. Stoupá i aktivita sodíko-draslíkové pumpy, která pracuje za spotřeby energie ve formě ATP a která na straně přivrácené k tkáňovému moku pumpuje draslík směrem do buňky a sodík ven z buňky (v poměru 2:3) Chlor se z tkáňového moku do buňky dostává symportem s draslíkem a sodíkem v poměru (6:3:3), zde v buňce se chlor hromadí, neboť je pro něj membrána zpětně nepropustná. Proto chlor pokračuje do lumen po svém koncentračním gradientu díky zvýšené permeabilitě této strany buňky. V lumen se stává tekutina elektronegativnější, tyto rozdíly jsou vyrovnávány paracelulárním transportem sodných kationtů z tkáňového moku do lumen. Na podkladě vysokých koncentrací chloridových a sodných iontů v lumen stoupá osmotický tlak tekutiny. Důsledkem je nasávání vody do lumen, která pak spolu s vysokými koncentracemi iontů odchází vmezeřenými a žíhanými vývody směrem ven. V těchto vývodech je koncentrace iontů upravována na výslednou koncentraci. Sodné kationty prochází z tekutiny do buněk vývodů na základě koncentračního gradientu. Nízká koncentrace v těchto buňkách je udržována sodno-draselnou pumpou, koncentrace sodíku je tedy v buňce vývodu malá a zvyšuje se koncentrace draslíku. Draslík odchází převážně do lumen vývodů antiportem s vodíkovými kationty v poměru 1:1, proto je jeho koncentrace ve slině vysoká na rozdíl od sodných a vodíkových kationtů. Zvyšuje se také koncentrace jódu v tekutině. Chlor odchází z tekutiny skrze buňky vývodů kanály nebo antiportem s HCO3-, jehož koncentrace se ve slině zvyšuje. Z buněk odchází chlor specifickými kanály. HCO3- se v buňkách vývodů i tvoří, podílí se na tom enzym karbonátdehydrogenasa. Ve slině je tedy vysoké množství tekutiny, vysoká koncentrace draslíku a HCO3-, což přispívá k pufrovací kapacitě sliny. Výsledné pH je neutrální až slabě alkalické. Ve slině je naopak malé množství sodných, chloridových a vodíkových iontů. V porovnání s krevní plazmou je množství iontů menší, slina je hypotonická.
- filtrační mechanismus: děje se na základě zvýšeného prokrvení žláz. Mechanismus není unavitelný a je pro funkci žláz nutná zejména v době, kdy je maximální tok slin vyšší než je jejich klidové prokrvení.

Pro zvýšenou filtrační schopnost je nutné i zvýšení prokrvení. Proto žlázy vylučují do svých kapilár enzymy kallikreiny. Ty štěpí přímo v krvi kapilár plazmatickou bílkovinu kininogen, při jehož štěpení se uvolňuje kallidin. Ten je vzápětí rychle konvertován na účinnou látku bradykinin. Ten působí obecně v cévním řečišti vasodilatačně, tzn. rozšiřuje cévy a zvyšuje tak prokrvení orgánů, zejména žláz.

### poruchy tvorby
- xerostomie
- Sjögrenův syndrom